# Filchnerberge
Filchnerberge är ett berg i Antarktis. Det ligger i Östantarktis. Norge gör anspråk på området. Toppen på Filchnerberge är 2 703 meter över havet, eller 21 meter över den omgivande terrängen. Bredden vid basen är 0,96 km.
Terrängen runt Filchnerberge är varierad.  Trakten är obefolkad. Det finns inga samhällen i närheten. 